# 林讚成
林讚成（1918年—2002年10月27日）是台灣傀儡戲藝師，原新福軒傀儡戲劇團團長。

## 生平
祖父林憨番、父親林福來、叔父林阿爐皆是傀儡戲藝師，有兩個兄長：林阿水、林阿茂。1967年，在兄長林阿水去世後，承接新福軒傀儡戲劇團。
1982年，受文建會和邱坤良教授之邀，擔任「傀儡戲研習班」教師，有三十名學員，不過僅有五、六人學到基本技巧。
1982年7月，赴法國、荷蘭、義大利三國的五個城市演出。
1992年年底，與來台演出的泉州傀儡戲藝師黃奕缺在台北市相見。
1995年，同另外兩位藝師黃海岱、許福能，由邱坤良率領，赴法國演出；三人在行前曾到總統府與李登輝總統見面，李登輝肯定三人是「國之重寶」。
2002年10月27日，因病去世。

## 獲獎
- 1985年，教育部民族藝術薪傳獎[4]。